# Minicia
Minicia là một chi nhện trong họ Linyphiidae.